# Acosmetia
Acosmetia é um gênero de traça pertencente à família Arctiidae.

## Espécies
- Acosmetia arida de Joannis, 1909
- Acosmetia biguttula (Motschulsky, 1866)
- Acosmetia caliginosa (Hübner, [1813])
- Acosmetia chinensis (Wallengren, 1860)
- Acosmetia confusa (Wileman, 1915)
- Acosmetia malgassica Kenrick, 1917
- Acosmetia tenuipennis Hampson, 1909